# Prostějov hlavní nádraží
Prostějov hlavní nádraží je železniční stanice v okresním městě Prostějov, druhém největším městě Olomouckého kraje. Je umístěna ve východní části města a leží na třech železničních tratích. Z nádraží vede deset železničních vleček do různých průmyslových podniků ve městě. 

## Historie

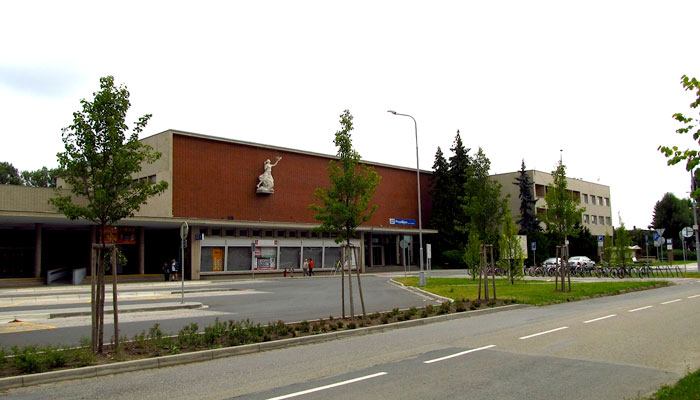
Nová budova nádraží dokončená roku 1952

Stanice vznikla na odbočné trati od železnice z Brna na Přerov. Kolej se odděluje při nádraží v Nezamyslicích a přes Prostějov pokračuje do Olomouce. První osobní vlak přijel do Prostějova 1. července 1870, nákladní doprava zde byla zahájena přesně o měsíc později. Stavbu trati a následný provoz zajišťovala společnost Moravskoslezská severní dráha, zřízená pod společností Severní dráha císaře Ferdinanda (KFNB). Roku 1886 byla připojena trať do Litovle a Červenky, od roku 1889 byl zahájen provoz ve směru do Chornic (Moravská západní dráha), odkud bylo možné pokračovat až do České Třebové.[zdroj?]
Po KFNB v roce 1908 pak obsluhovaly stanici jedna Císařsko-královské státní dráhy (kkStB), po roce 1918 pak správu přebraly Československé státní dráhy, Moravská západní dráha byla zestátněna až roku 1925.
Začátkem května roku 1945 byl staniční komplex poničen boji a leteckým bombardováním a po válce bylo rozhodnuto o vybudování nové staniční budovy. Ta vyrostla ve stylu poválečného funkcionalismu na stejném místě v letech 1947–1952 podle návrhu architekta Jaroslava Otruby. Spolu s novou budovou stanice vznikl i hotel a dva obytné domy pro železniční zaměstnance. Komplexu budov dominuje prostorná odbavovací hala, na jejím vnějším štítu po levé straně je umístěna plastika od olomouckého sochaře Vladimíra Navrátila.[zdroj?]

### Elektrizace
Výstavba trakčního vedení ve stanici Prostějov hlavní nádraží byla součástí elektrizace tratě Olomouc hl. n. – Nezamyslice stejnosměrným systémem 3 kV, elektrický provoz byl zahájen 23. ledna 1993. Od té doby tvoří páteřní přímé spojení rychlíky do stanic Olomouc hlavní nádraží a Brno hlavní nádraží.

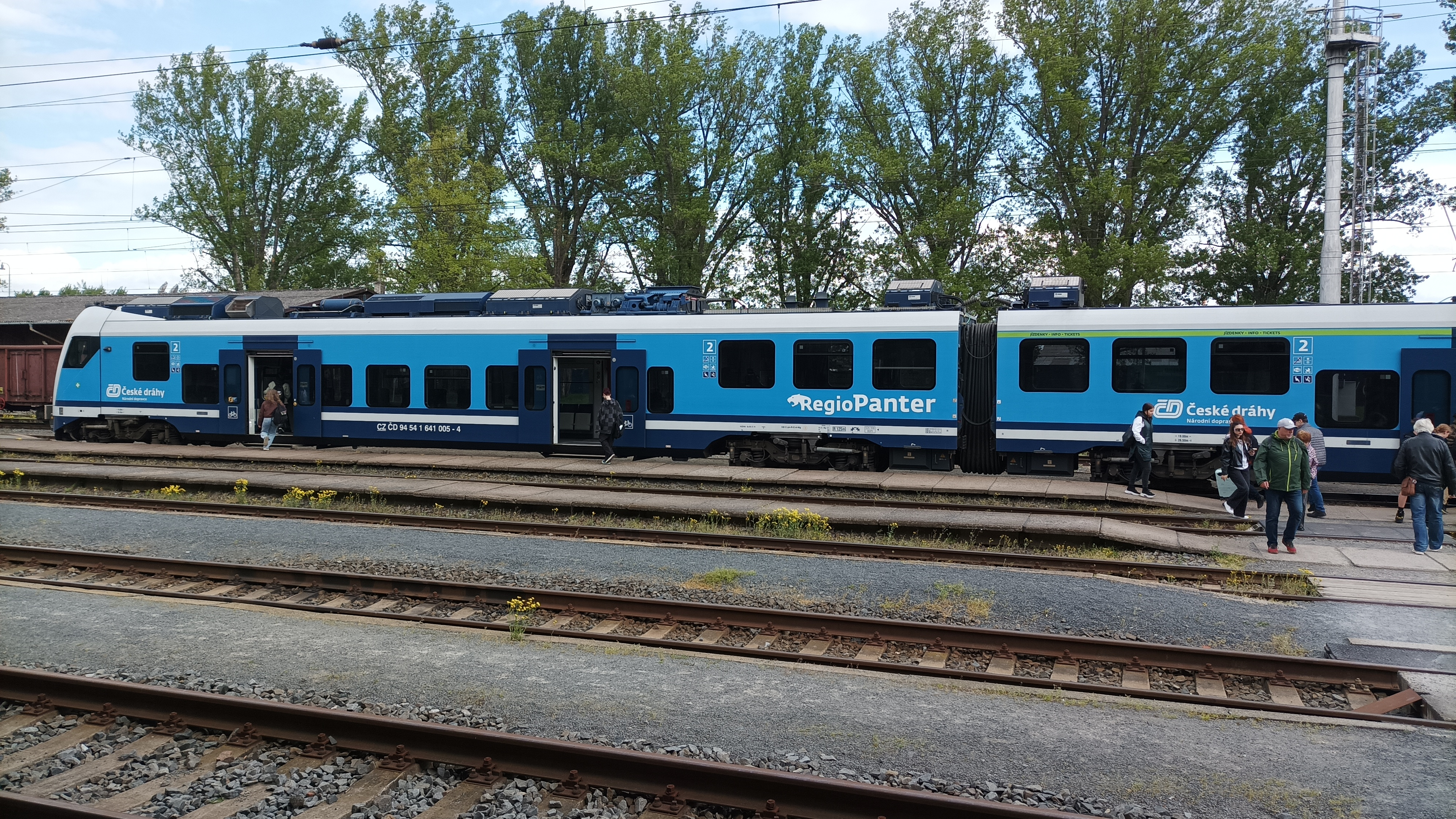
Nástupiště ve stanici

### Rekonstrukce
Začátkem 21. století prošla nádražní budova rekonstrukcí, při které v odbavovací hale vzniklo nové zázemí pro zaměstnance a cestující v podobě nové čekárny, sociálního zařízení a provedla se vestavba nových prostor pro komerční služby. Dále byly osazeny nové střešní pláště a dlažby, opravena a očištěna fasáda a vyměněny výplně otvorů. Autorem rekonstrukce byl Milan Obenaus.

## Osobní doprava
Osobní dopravu zajišťují vlaky Českých drah a železniční stanice je součástí IDSOK.
Ve stanici zastavují osobní vlaky, spěšné vlaky a rychlíky ve směrech Brno hlavní nádraží, Červenka, Dzbel, Chornice, Kouty nad Desnou, Nezamyslice, Olomouc hlavní nádraží, Senice na Hané, Šumperk a Zábřeh na Moravě.